# Iriney Santos da Silva
Iriney Santos da Silva (Humaitá, Brasil, 23 de abril de 1981) es un exfutbolista brasileño. Jugaba de centrocampista y su último equipo fue el RCD Mallorca de la Liga Adelante.

## Trayectoria
Dio el salto al fútbol europeo para jugar en el Rayo Vallecano en la temporada 2002-2003 debutando en el partido Rayo Vallecano 1 - 4 Valencia CF. En esta temporada el Rayo descendió a segunda división y en la siguiente volvió a descender, esta vez a segunda división B, aunque esto no impidió que Iriney continuara en la disciplina del club.
Para la siguiente temporada (2005-06) fichó por el Celta de Vigo jugando dos temporadas, pero a punto de finalizar la última (2006-2007) sufrió una grave lesión al romperse el ligamento cruzado de una de sus rodillas.
No continuó jugando con el Celta de Vigo y quedó libre porque la Federación Española de Fútbol, a través de su Comité Jurisdiccional, le dio la razón en su conflicto con el equipo vigués en el que el Celta entendía que el jugador aún tenía contrato y el futbolista consideraba que no.
En el periodo de fichajes de invierno de 2008 ficha por el Almería. 
En 2009, tras cumplir su contrato, ficha por el Real Betis Balompié, con el que consigue, la temporada 2010/11 el ascenso a Primera División.
Durante la temporada 2011-12 se convirtió en una pieza clave en el once titular de Pepe Mel, disputando casi la totalidad de los partidos como titular. Frente al Getafe CF disputó su partido número 100 con el conjunto verdiblanco.
En julio de 2012 ficha por el Granada CF por tres temporadas. Tras su primera temporada como jugador granadino, en julio de 2013, se marcha cedido al Watford FC, que milita en la segunda división inglesa. En enero de 2014, recae en las filas del RCD Mallorca, hasta final de temporada.

## Clubes
| Club                           | País       | Año        | Partidos | Goles |
| ------------------------------ | ---------- | ---------- | -------- | ----- |
| Nacional Manaus                | Brasil     | 1998-1999  | -        | -     |
| Manauense                      | Brasil     | 1999-2000  | -        | -     |
| Sao Caetano                    | Brasil     | 2000-2002  | 26       | 0     |
| Rayo Vallecano                 | España     | 2002-2005  | 85       | 1     |
| Celta de Vigo                  | España     | 2005-2007  | 55       | 2     |
| UD Almería                     | España     | 2007-2009  | 26       | 0     |
| Real Betis Balompié            | España     | 2009-2012  | 100      | 3     |
| Granada CF                     | España     | 2012-2013  | 25       | 0     |
| Watford Football Club (cesión) | Inglaterra | 2013- 2014 | 15       | 0     |
| RCD Mallorca                   | España     | 2014       | 11       | 0     |